# Ivica Guberac
Ivica Guberac (Capodistria, 5 luglio 1988) è un ex calciatore sloveno, di ruolo centrocampista.

## Carriera
Comincia la sua carriera nel 2005 con il Koper, dove milita per due stagioni prima di trasferirsi nel 2007 al NK Primorje.
Nel gennaio del 2008 viene acquistato dal Cagliari, dove viene utilizzato nella formazione primavera senza debuttare in Serie A.
Passa poi al Taranto nel mese di ottobre del 2008, e già a gennaio rescinde il contratto.
Nel gennaio del 2009 ritorna in Slovenia al Koper (sua ex squadra) , militante nella massima divisione. Nel 2010 vince il campionato e la Supercoppa di Slovenia. In 6 stagioni disputerà 179 presenze, marcando lo score 14 volte. Dal 2016 si trasferisce in Cipro all'Aris Lemesou e successivamente al Chimki.

## Palmarès

### Club

#### Competizioni nazionali
- Campionato sloveno: 1

Koper: 2009-2010
- Supercoppa di Slovenia: 1

Koper: 2010
- Coppa di Slovenia: 1

Koper: 2021-2022